# Émile Bayard (író)
Émile Bayard [néhol használt művészneve: Émile Bayard fils] (Viry-Châtillon, 1868. április 16. –  Párizs, 1937. december 23.) művészettörténész, fotográfus, illusztrátor, a szépművészeti és múzeumi képzés miniszteriális felügyelője.

## Családja
Émile-Antoine Bayard és Françoise Geneviève Poulet fia.
Fia, Jean Émile-Bayard (1893–1943), újságíró és szerkesztő volt, dolgozott többek között a Le Matin újságnak is.

## Pályafutása
1891 decemberében, amikor apja Egyiptomban meghalt, a 23 éves Émile a párizsi École nationale superieure des Beaux-Arts hallgatója volt.
1898-ban publikálta — az apja hagyatékában lévő feljegyzések szerint — az általa (többek között apjáról is) rajzolt 31 portréval (és az ismertetett alkotók műveivel) kísért L'Illustration et les illustrateurs című kötetet.  Ezt követően nagyszámú, művészettörténettel kapcsolatos, bőségesen illusztrált, s ezek segítségével szemléltető, oktató jellegű művet készített, olyan könyveket, amelyek előkészítő tankönyvként szolgáltak a művészeti szakos tanulók, de az amatőrök számára is. Ilyen nagy sorozata volt: L'art de reconnaître les styles (A stílusok felismerésének művészete), mely 1910 és 1935 között húsznál is több kötetben a művészeti ágak, vagy egyes stíluskorszakok alkotásairól nyújtott érdekes és hasznos ismereteket. E kötetek között sokat több nyelvre is lefordítottak, volt olyan, amely (2015-ig) 40-nél is több kiadást ért meg.
Kevésbé ismert rajzolói és fotós munkássága: az említett első munkájához összeállított portrékon kívül közgyűjteményekben megtalálhatók egyes színházi előadásokhoz tervezett, színes plakátjai, emellett folyóiratok illusztrálásában is közreműködött, rajzokat küldött a Le Monde Illustré és a L'Assiette au beurre számára.
Szemléletnevelő munkássága során 1902 októberétől kiadta a Le nu aesthetic (sokszor tévesen apjának tulajdonított: Az esztétikus akt) füzetsorozatot, amelyben férfiak, nők és gyermekek fotói, egyedül vagy csoportosan, néha festmény jellegű kompozícióban elrendezve láthatók, így a művészeti vizsgálatba bevonta az emberi test arányainak, a szobrok, vagy a festményeken szereplő alakok mozdulatainak, gesztusainak, arcának az elemzését is.
Az 1902. évi Torinóban rendezett világkiállításon, melyet a modern dekoratív művészet első nemzetközi kiállításának tartanak, aranyérmet nyert.
1905-ben kinevezték a Közoktatási és Képzőművészeti Minisztérium mellé rendelt akadémiai felügyelővé, amely minőségében a rajzművészeti oktatásért és a múzeumokért, a muzeális képzésért volt felelős, majd kinevezték az oktatási tanácsadó bizottság titkárává az alkalmazott művészeti ágak technikájának, eljárásainak területén.
Az első világháború kezdetén feleségével megalapította a párizsi Zöld Kereszt Szervezeteinek Egyesületét, segítve a háborús sérültek gondozását, rehabilitációját. A központ a házaspár párizsi otthonában, a Victor-Schœlcher utca 6. szám alatt működött.
1920. november 4-én elnyerte a francia Becsületrend lovagi fokozatát, majd 1926 májusában annak tiszti fokozatát kapta meg.

## Művei
- Bayard, Émile. L'Illustration et les illustrateurs. (Az illusztráció és az illusztrátorok., Préface d'Henry Havard (Henry Havard előszavával) (francia nyelven), Párizs: Charles Delagrave, 384. o. (1898). Hozzáférés ideje: 2020. október 3.
- Bayard, Émile. La caricature et les caricaturistes (A karikatura és a karikaturisták., Charles Léandre előszavával, borítólap Louis Morin műve (francia nyelven), Párizs: Charles Delagrave, 399. o. (1900). Hozzáférés ideje: 2020. október 3.
- Bayard, Émile. Le nu esthétique. L'homme, la femme, l'enfant. Album de documents artistiques inédits d'après nature. (Az esztétikus akt. A férfi, a nő, a gyermek)., Préface de J. L. Gérôme. (J. L. Gérôme előszavával).  (francia nyelven), Párizs: Bernard (1902)
- Bayard, Émile. La métalloplastie, ou, l'art de modeler et de façonner facilement le métal (étain, cuivre, etc.) sans avoir recours ni à la fonte ni à la galvanoplastie. (Metalloplasztika, vagy a fém /ón, réz stb./ könnyű formázásának és alakításának művészete olvadás vagy galvanizálás nélkül.), Préface d'Henry Havard (Henry Havard előszavával) (francia nyelven), Párizs: Imprimerie des beaux-arts, 49. o. (1902). Hozzáférés ideje: 2020. október 4.
- Les Arts de la femme, encyclopédie pratique (A nők művészete, gyakorlati enciklopédia). Charles Delagrave. Párizs, 1904. 1904. március 15-én indult és 1904. december 15-én a 10. számmal zárult, alkalmanként 40 oldalas, havi megjelenésű periodika. (Folyamatos lapszámozással, összesen 180 ábrával.)
- L'Académie en plein air. Étude artistique. (A plain air művészet akadémistái. Művészeti tanulmány), Párizs, 1905.
- Les Beaux Arts et leur technique. Comment on fait un tableau, une statue, une maison, une composition musicale, un livre, etc. (A képzőművészet és technikája. Hogyan készül egy festmény, egy szobor, egy ház, egy zenei kompozíció, egy könyv stb.) Párizs, Charles Delagrave, 1906.
- L'art du déshabillé. (A meztelenség művészete), Párizs, 1906.
- L'éducation artistique par l'image et l'anecdote. Introduction à l'histoire de l'art. Préface de E. Peynot. (Művészi nevelés képek és anekdoták segítségével, bevezető a művészettörténetbe. E. Peynot előszavával.) Párizs, 1907.
- Plantes & fleurs. Toute la flore vivante. Recueil artistique de photographies documentaires inédites. Année 1. Numéro 1. préf. de Mme Madeleine Lemaire ; clichés du professeur E. Forestier, Párizs, 1906. (A sorozat folytatása 1906-ban Les Animaux, toute la faune vivante. Recueil artistique de photographies documentaires inédites.)
- L'histoire de l'art en images. 120 planches-tableaux d'après les chefs-d’œuvre anciens et modernes (A művészet története képekben: 120 festménynyomat az ősi és modern remekművek után). Párizs, L. Mercier, 1909.
- Les grand maître de l'art. Ouvrage orné de soixante-treize gravures hors-texte. (A művészet nagy mesterei. 173 szövegközti ábrával díszítve). Párizs, /1918 körül/, 554 oldal
- Collection L'art de reconnaitre les styles (A stílusok felismerésének művészete, gyűjtemény). Párizs, Garnier Frères (1910–1935) (Lásd részletezve alább! Nem teljes gyűjtés.)

1.) L'art de reconnaitre les styles. Le style Louis XIV. Ouvrage orné de 180 gravures. (XIV. Lajos stílus. 180 metszettel díszített könyv.) Párizs, /1900 körül/ 344 oldal
2.) L'art de reconnaître la céramique française et étrangère, terre-cuite, faïence, porcelaine, grès, etc., avec les marques et monogrammes. Ouvrage orné de 207 gravures. (A francia és külföldi kerámiák, terrakotta, fajansz, porcelán, homokkő stb. felismerésének művészete jelekkel és monogramokkal. 207 metszettel díszített könyv.) Párizs, 1913. 459 oldal
3.) L'art de reconnaître les styles. Architecture, ameublement. Ouvrage orné de 280 gravures environ. (A stílusok felismerésének művészete. Építészet, lakberendezés. Körülbelül 280 metszettel díszített könyv.) Párizs, 1913. 458 oldal
4.) L'art de reconnaître les dentelles, guipures, etc. Ouvrage orné de 197 gravures. (A csipkék, a guipures /vert-, vagy orsóscsipke – orsócsipke, írják magyar források gipürnek is/ stb. felismerésének művészete. 197 metszettel díszített könyv.) Párizs, 1914. 452 oldal
5.) L'art de reconnaître les fraudes: peinture, sculpture, gravure, meubles, dentelles, céramique, etc. Ouvrage orné de 115 gravures. (A hamisítványok felismerésének művészete: festmény, szobor, metszet, bútor, csipkék, kerámia stb. 115 metszettel díszített könyv.) Párizs, 1914. 327 oldal
6.) L'art de reconnaître les styles. Le style Louis XIII. Ouvrage orné de 144 gravures. (A stílusok felismerésének művészete. A XIII. Lajos stílus. 144 metszettel díszített könyv.) Párizs, 1914. 247 oldal
7.) L'art de reconnaître les styles. Le style renaissance. Ouvrage orné de 182 gravures. (A stílusok felismerésének művészete. A reneszánsz stílus. 182 metszettel díszített könyv.) Párizs, 1918. 298 oldal
8.) L'art de reconnaître les styles. Les styles Régence et Louis XV. Ouvrage orné de 175 gravures environ. (A stílusok felismerésének művészete. A régens és a XV. Lajos stílus. Körülbelül 175 metszettel díszített könyv). Párizs, 1919. 316 oldal
9.) Le style moderne. L'art de reconnaître les styles. Ouvrage orné de 170 gravures. (Modern stílus. A stílusok felismerésének művészete. 170 metszettel díszített könyv.) Párizs, 1919. 375 oldal
10.) Le style empire. L'art de reconnaitre les styles. Ouvrage orné de 132 gravures. (Az empire stílus. A stílusok felismerésének művészete. 132 metszettel díszített könyv). Párizs, 1919. 288 oldal
11.) Le style Louis XVI. L'art de reconnaître les styles. Ouvrage orné de 182 gravures. (XVI. Lajos-stílus. A stílusok felismerésének művészete. 182 metszettel díszített könyv.) Párizs, 1919. 288 oldal
12.) L'art de reconnaître les meubles anciens. Ouvrage orné de 200 gravures. (Az antik bútorok felismerésének művészete. 200 metszettel díszített könyv.) Párizs, 1920. 396 oldal
13.) L'art de reconnaître les tableaux anciens. (Régi festmények megismerésének művészete.) Edité par R. Roger et Chernovitz, libraires-éditeurs., Paris, 1921. 347 oldal
14.) L’art de reconnaître les styles. Le Style anglais. Ouvrage orné de 146 gravures. (A stílusok felismerésének művészete. Az angol stílus. 146 metszettel díszített könyv.) Párizs, 1922. 281 oldal
15.) L’art de reconnaître les styles. Les Styles flamand et hollandais. Ouvrage orné de 110 gravures. (A stílusok felismerésének művészete. Flamand és holland stílus. 110 metszettel díszített könyv.) Párizs, 1923. 215 oldal
16.) L'art de reconnaître les bijoux anciens. Pierres précieuses, métal précieux. Ouvrage illustré de 115 planches et gravures la Collection Georges Chapsal. (A régi ékszerek felismerésének művészete. Drágakövek, nemesfémek. Illusztrált könyv 115 lemez- és metszetnyomattal a Georges Chapsal gyűjteményből). Párizs, 1924. 315 oldal
17.) L’art de reconnaître les styles. Les Meubles rustiques régionaux de la France. Ouvrage orné de 230 gravures. (A stílusok felismerésének művészete. Franciaország régióinak rusztikus bútorai. 230 metszettel díszített könyv.) Párizs, 1925. 339 oldal
18.) L'art de reconnaître les gravures anciennes. Ouvrage orné de cent illustrations et de cinq planches de marques et monogrammes (A régi metszetek megismerésének művészete. Száz illusztrációval, öt márkajelzett melléklettel díszített könyv). Edité par R. Roger et F. Chernoviz, Párizs, 1925. 327 oldal
19.) Art appliqué français d'aujourd'hui. Meuble, ferronnerie, céramique, verrerie, tissus, etc. Ouvrage illustré de 213 gravures. (A francia iparművészet ma. Bútor, vasmunka, kerámia, üvegáru, szövet stb. Illusztrált könyv 213 metszettel). Párizs, 1925. 317 oldal
20.) L’art de reconnaître la beauté du corps humain. L'Homme. La Femme. L'Enfant. Ouvrage illustré de 150 gravures. (Az emberi test szépsége felismerésének művészete. A férfi. A nő. A gyermek. 150 metszettel illusztrált könyv.) Párizs, 1926. 333 oldal
21.) L'art de reconnaître les tapisseries. Ouvrage illustré de 113 planches et gravures. (A kárpitok felismerésének művészete. 113 lemez- és metszetnyomattal díszített könyv.) Párizs, 1927. 342 oldal
22.) L'art de soigner les oeuvres d'art. Ouvrage illustré de 48 gravures, (A műalkotások gondozásának művészete. 48 metszettel illusztrált könyv.) Párizs, 1928. 315 oldal
23.) Le style japonais. Ouvrage orné de 140 gravures. (Japán stílus. 140 metszettel díszített könyv.) Párizs, 1928. 219 oldal
24.) L'art de reconnaître l'architecture française. Monuments. Eglises. Maisons. Ouvrage illustré de 67 gravures. (A francia építészet felismerésének művészete. Műemlékek. Templomok. Házak. 67 metszettel illusztrált könyv.) Párizs, 1929. 289 oldal
25.) L'art de reconnaître les styles coloniaux de la France. Ouvrage orné de 203 gravures. Préface du maréchal Lyautey. (Franciaországi gyarmati stílus – koloniál – felismerésének művészete. 203 metszettel díszített könyv. Lyautey marsall előszavával.) Párizs, 1930. 327 oldal

## Fotográfiái
- A Le Nu artistique. Études photographiques d'après nature  (Művészi akt. Természet után készült fotográfiai tanulmányok) című, 1904-ben indult, 1906-ig havi kétszer megjelenő periodikában jelentek meg tőle is ízléses, művészileg elrendezett felvételek (1906-ban).[11]
- A sorozat további 1905–1906-os évfolyamaiban alkalmanként (kb. havi megjelenéssel) csak egy-egy fotófelvételt tettek közzé:

- Plantes & fleurs. Toute la flore vivante. Recueil artistique de photographies documentaires inédites. (Növények és virágok. Az egész élő flóra. Művészeti gyűjtemény publikálatlan fotófelvételekből.)
- Les Animaux. Toute la faune vivante. Recueil artistique de photographies documentaires inédites. (Az állatok. Az egész élő fauna. Művészeti gyűjtemény publikálatlan fotófelvételekből.)

## Fordítás
- Ez a szócikk részben vagy egészben  az   Émile Bayard (écrivain) című francia Wikipédia-szócikk ezen változatának fordításán alapul.  Az eredeti cikk szerkesztőit annak laptörténete sorolja fel. Ez a jelzés csupán a megfogalmazás eredetét és a szerzői jogokat jelzi, nem szolgál a cikkben szereplő információk forrásmegjelöléseként.